# Richard Warwick
Richard Warwick, all'anagrafe Richard Carey Winter (Meopham, 29 aprile 1945 – Londra, 16 dicembre 1997) è stato un attore britannico.

## Biografia
Fece il suo debutto cinematografico nel 1968 nel film di Franco Zeffirelli Romeo e Giulietta, in cui interpretò il ruolo minore di Gregorio. Successivamente recitò innumerosi altri film, tra cui Se..., Nicola e Alessandra e Sebastiane per la regia di Derek Jarman. La sua ultima apparizione cinematografica avvenne nel 1996 in un altro film di Zeffirelli, Jane Eyre. Warwick recitò anche in campo teatrale e televisivo.
Omosessuale dichiarato, Warwick morì di complicazioni dovute ad AIDS nel 1997 all'età di cinquantadue anni.

## Filmografia  parziale

### Cinema
- Romeo e Giulietta, regia di Franco Zeffirelli (1968)
- Se... (If....), regia di Lindsay Anderson (1968)
- Mutazioni (The Bed-Sitting Room), regia di Richard Lester (1969)
- Primo amore (Erste Liebe), regia di Maximilian Schell (1970)
- The Breaking of Bumbo, regia di Andrew Sinclair (1970)
- Nicola e Alessandra (Nicholas and Alexandra), regia di Franklin J. Schaffner (1971)
- Le avventure di Alice nel Paese delle Meraviglie (Alice's Adventures in Wonderland), regia di William Sterling (1972)
- Confessions of a Pop Performer, regia di Norman Cohen (1975)
- Sebastiane, regia di Derek Jarman (1976)
- Una corsa sul prato (International Velvet), regia di Bryan Forbes (1978)
- The Tempest, regia di Derek Jarman (1979)
- L'ospite d'onore (My Favourite Year), regia di Richard Benjamin (1982)
- Pericolosamente Johnny (Johnny Dangerously), regia di Amy Heckerling (1984)
- Cacciatore bianco, cuore nero (White Hunter Black Heart), regia di Clint Eastwood (1990)
- Amleto, regia di Franco Zeffirelli (1990)
- Jane Eyre, regia di Franco Zeffirelli (1996)

## Teatro (parziale)
- Danza di morte, di August Strindberg, regia di Glen Byam Shaw. Old Vic di Londra (1967)
- Giulio Cesare, di William Shakespeare, regia di Peter James. Young Vic di Londra (1972)
- La scuola della maldicenza, di Richard Brinsley Sheridan, regia di Robert Lang. Cambridge Arts di Cambridge (1974)
- Cocktail Party, di T. S. Eliot, regia di Paul Weidner. Hartford Stage di Hartford (1980)
- The Real Thing, di Tom Stoppard, regia di Peter Wood. Strand Theatre di Londra (1982)
- My Fair Lady, libretto di Alan Jay Lerner, colonna sonora di Frederick Loewe, regia di John Doyle. Theatre Royal di Bath (1982)
- Il mercante di Venezia, di William Shakespeare, regia di Patrick Garland. Chichester Theatre Festival di Chichester (1984)
- Enrico VIII, di William Shakespeare, regia di Edward Hall. Chichester Theatre Festival di Chichester (1991)
- Caino, di George Gordon Byron, regia di Edward Hall. Chichester Theatre Festival di Chichester (1992)